# Arnett Moultrie
Arnett Nathaniel Moultrie (Queens, Nueva York; 18 de noviembre de 1990) es un jugador de baloncesto estadounidense que pertenece a la plantilla del Taichung Suns de la T1 League de Taiwán. Con 2,11 metros de estatura, su puesto natural en la cancha es el de pívot.

## Trayectoria deportiva

### Instituto
Moultrie jugó para el equipo de baloncesto de la Raleigh-Egypt High School donde en su año júnior, promedió 15 puntos, 8 rebotes y 2 tapones por partido. En su temporada sénior, promedió 15 puntos, 8 rebotes, y elevó sus números en tapones, a 4 por partido.

### Universidad
Jugó durante dos años para los Miners de la Universidad de Texas en El Paso donde en su temporada freshman promedió 8 puntos, 8 rebotes y 0,8 tapones. En su temporada sophomore promedió 9 puntos, 6 asistencias y 0,6 tapones. Al finalizar esta temporada pidió un traspaso de universidad. Se le concedió jugar para los Bulldogs de la Universidad de Missisippi State pero de acuerdo a las reglas de la NCAA sobre traspasos a otra universidad, debió permanecer un año sin jugar. En su única temporada en los Bulldogs promedió 16.4 puntos y 10.5 rebotes. Fue incluido en el mejor quinteto de la conferencia SEC.

### Profesional

#### NBA
Fue elegido en la decimoséptima posición del Draft de la NBA de 2012 por los Miami Heat pero fue inmediatamente traspasado a los Philadelphia 76ers a cambio de Justin Hamilton y una futura primera ronda de draft.

#### Asia
[actualizar]
Luego de dejar Uruguay, Moultrie retornó a Asia para jugar en el lapso de los siguientes dos años en el Incheon Electroland Elephants de Corea del Sur, el Mahram Tehran de Irán, el Al-Muharraq BC de Baréin, el NLEX Road Warriors de Filipinas y el Hebei Xianglan de China.
El 8 de marzo de 2023, los Taichung Suns le inscribieron como jugador importado en la T1 League de Taiwán, firmando el 9 de marzo.

## Selección nacional
Moultrie fue parte del seleccionado juvenil de los Estados Unidos que conquistó el título en el Campeonato Mundial de Baloncesto Sub-19 de 2009.

## Estadísticas de su carrera en la NBA

### Temporada regular
| Año     | Equipo       | PJ | PT | MPP  | %TC  | %3P  | %TL  | RPP | APP | ROB | TPP | PPP |
| ------- | ------------ | -- | -- | ---- | ---- | ---- | ---- | --- | --- | --- | --- | --- |
| 2012-13 | Philadelphia | 47 | 0  | 11.5 | .582 | .000 | .643 | 3.1 | 0.2 | 0.4 | 0.2 | 3.7 |
| 2013-14 | Philadelphia | 12 | 2  | 15.6 | .421 | .000 | .800 | 2.9 | 0.2 | 0.7 | 0.3 | 3.0 |
| Total   | Total        | 59 | 2  | 12.4 | .547 | .000 | .667 | 3.1 | 0.2 | 0.4 | 0.2 | 3.6 |